# Petróleo de xisto
Fragmentos de xisto betuminoso, 
rocha a partir da qual se extrai 
o petróleo de xisto.
Petróleo de xisto é um petróleo não convencional produzido a partir de fragmentos de xisto betuminoso e através de pirólise, hidrogenação ou dissolução térmica. Estes processos convertem a matéria orgânica no interior da rocha (querogénio) em petróleo e gás sintéticos. O petróleo que resulta deste processo pode ser imediatamente utilizado como combustível ou então pré-refinado de modo a poder ser usado como matéria-prima em refinarias. A pré-refinação consiste no acréscimo de hidrogénio e na remoção de impurezas como o enxofre ou o nitrogénio. Os produtos refinados podem ser utilizados para os mesmos fins dos derivados de crude.
O termo "petróleo de xisto" pode também ser usado para designar o petróleo produzido a partir de outros xistos de muito baixa permeabilidade. No entanto, para evitar o risco de confusão entre o petróleo de xisto produzido a partir de xisto betuminoso com o petróleo produzido a partir de outros xistos, a Agência Internacional de Energia recomenda o uso do termo "petróleo ligeiro de reservatórios estanques" para ambos, enquanto que o relatório World Energy Resources 2013 do World Energy Council usa o termo "petróleo estanque" para o petróleo produzido por outros xistos que não o betuminoso.

## História
O petróleo de xisto foi uma das primeiras fontes de óleo mineral usadas pelo homem. O mais antigo registo histórico conhecido data do início século XIV, na Suiça e na Áustria. Em 1596, o médico pessoal de Frederico I, Duque de Württemberg, descreveu algumas das suas propriedades medicinais. No início do século XVII, o petróleo de xisto era usado na iluminação pública de Modena, em Itália. Em 1694, o Reino Unido emitiu uma patente para um método de extração de grandes quantidades de piche, alcatrão e óleo de um tipo de pedra. A indústria de extração de xisto betuminoso moderna teve início em França durante a década de 1830 e na Escócia durante a década de 1840. O petróleo de xisto era usado como combustível, lubrificante e na iluminação, impulsionado pela revolução industrial. Era um substituto do cada vez mais escasso e dispendioso óleo de baleia.
A partir de finais do século XIX, começaram a ser construídas unidades de extração de xisto betuminoso na Austrália, Brasil e nos Estados Unidos. Durante o início do século XX, o petróleo de xisto era produzido também na China, Estónia, Nova Zelândia, África do Sul, Espanha, Suécia e Suíça. No entanto, a descoberta de petróleo de crude no Médio Oriente em meados do século paralisou esta indústria, embora na Estónia e no nordeste da China a extração tenha continuado até ao século XXI. Em resposta ao crescimento do preço do petróleo, têm vindo a ser retomadas as operações de extração nos Estados Unidos, na China, na Austrália e na Jordânia.

## Processo de extração
O petróleo de xisto é extraído através de pirólise, hidrogenação ou dissolução térmica do xisto betuminoso. A pirólise da rocha é realizada numa retorta. A maior parte da indústria realiza a extração do petróleo após a rocha ser minerada, triturada e transportada para uma unidade de retorta, embora existam várias técnicas em fase experimental para realizar a retorta na própria formação rochosa. A temperatura a que o querogénio se decompõe em hidrocarbonetos úteis varia consoante a escala temporal do processo. No processo de retorta acima do solo, a decomposição inicia-se aos 300 ºC, embora se processo de forma mais rápida e completa a temperaturas entre os 480 e os 520 ºC. A quantidade de petróleo que é possível recuperar durante a retorta varia consoante o tipo de xisto e a tecnologia.
A hidrogenação e a dissolução térmica extraem o petróleo da rocha usando doadores de hidrogénio, solventes ou uma combinação de ambos. A dissolução térmica envolve a aplicação de solventes a temperatura e pressão elevadas, aumentando o débito de petróleo ao craquear a matéria orgânica dissolvida. Os diferentes métodos produzem petróleo de xisto de diferentes propriedades.
Uma das principais medidas de análise da viabilidade da extração de petróleo de xisto é a taxa de retorno energético, ou Energy Returned on Energy Investe (EROEI), a qual se baseia na proporção entre a energia produzida por esse petróleo e a anergia usada na mineração e processamento. Um estudo de 1984 estimou que a EROEI dos diversos depósitos conhecidos de xisto betuminoso variava entre 0,7 e 13,3. Alguns estudos mais recentes estimam o EROEI entre 1–2:1 ou 2–16:1, dependendo se a energia própria é contabilizada como custo ou excluída.

## Propriedades
As propriedades do petróleo de xisto não refinado variam entre aromáticas e alifáticas consoante a composição do xisto e a tecnologia de extração usada. O petróleo geralmente contém entre 0,5 e 1% de oxigénio, entre 1,5 e 2% de nitrogénio e entre 0,15 e 1% de enxofre. É também frequente a presença de partículas minerais. O óleo extraído é menos fluido do que o crude, escorrendo a temperaturas entre 24 e 27 ºC, enquanto o crude convencional escorre a temperaturas entre -60 e 30 ºC. Esta propriedade afeta a capacidade do petróleo de xisto em ser transportado nos oleodutos existentes.